# 트웬티 원 파일럿츠

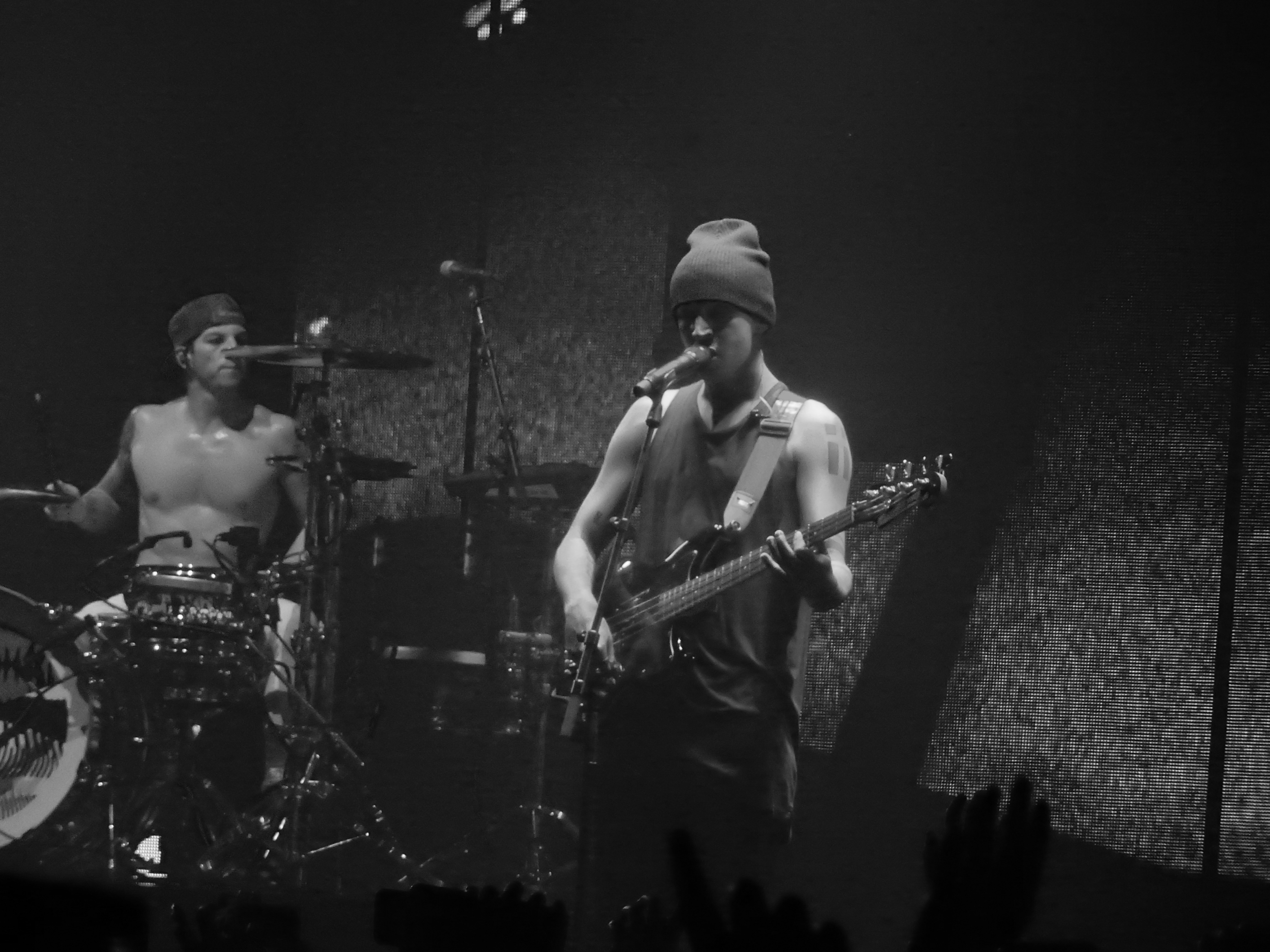
Twenty One Pilots 2016

트웬티 원 파일럿츠(Twenty One Pilots)는 미국 오하이오주 출신의 드러머 조슈 던과 보컬 타일러 조셉으로 구성된 듀오 밴드이다. 이들은 다양한 장르의 장점들과 피아노 기반의 인디 록, 일렉트로닉 사운드, 힙합이 결합된 신선하고 독창적인 음악성을 선보인다. 스스로의 음악을 '스키조이드 팝 (Schizoid Pop : 정신분열 팝)'이라는 장르로 정의한 그들은 음원 뿐 아니라 실제 공연에서도 에너지가 넘치면서 유니크한 매력을 발산한다.
이들은 2011년 발매한 독립앨범 [Regional At Best]가 AbsolutePunk.net으로부터 “구석구석 완벽하지 않는 것이 없는 앨범, 이들에게 세계정복이란 그리 어려운 일이 아닐 것”이라는 극찬을 받으며, 2012년 파라모어, 펀 등이 소속된 워너 뮤직 그룹 산하의 명문 레이블 퓰드 바이 라멘과 계약을 맺게 된다. 2013년 1월에 발매된 메이저 데뷔앨범 [VESSEL]에는 에어로스미스, 아델, 케이티 페리 등과 작업한 슈퍼스타 프로듀서 그렉 웰스(Greg Wells)가 참여하여 완성도를 더했다.
메이저 데뷔 전부터 이미 특유의 파워 넘치는 퍼포먼스로 대형 페스티벌 무대를 휩쓸었던 트웬티 원 파일럿츠는 2012년 '지산 밸리 록 페스티벌', ‘글로벌 개더링', 2013년 3월 단독 공연, 2014년 ‘AIA Real Life: NOW Festival 2014’로 총 4회의 내한 공연을 가졌으며, 열정적인 라이브와 쇼맨십을 보여주어 공연 관계자들로부터 '올해의 보석 같은 라이브'라는 극찬을 받은 바 있다. 또한 국내 TV 광고 음악으로 'Guns For Hands', 'Car Radio'가 사용되어, 국내외로 각광받는 신예 밴드로서의 저력을 보여주었다.
2015년 안산 M 밸리 록 페스티벌에서 5번째 내한 공연을 가졌다.

## 구성원
현재
- 타일러 조셉 (Tyler Joseph) - 리드 보컬, 피아노, 우쿨렐레, 키타, 신시사이저 (2009 ~ 현재)
- 조슈 던 (Josh Dun) - 드럼 (2011 ~ 현재)

과거
- 닉 토마스 (Nick Thomas) - 베이스 기타, 키보드 (2009 ~ 2011)
- 크리스 살리 (Chris Salih) - 드럼 (2009 ~ 2011)

## 음반 목록

### 스튜디오 앨범
| 타이틀            | 세부 사항                                                                                           | 차트 순위 | 차트 순위 | 차트 순위 |
| 타이틀            | 세부 사항                                                                                           | US        | US Alt    | US Rock   |
| ----------------- | --------------------------------------------------------------------------------------------------- | --------- | --------- | --------- |
| Twenty One Pilots | - 발매일: 2009년 12월 29일 - 레이블: 자가 제작 - 형태: CD, 디지털 다운로드                          | 139       | —         | —         |
| Regional at Best  | - 발매일: 2011년 7월 8일 - 레이블: 자가 제작 - 형태: CD, 디지털 다운로드                            | —         | —         | —         |
| Vessel            | - 발매일: 2013년 1월 8일 - 레이블: 퓨얼드 바이 라멘 - 형태: CD, 디지털 다운로드, LP 레코드, 카세트  | 21        | 4         | 6         |
| Blurryface        | - 발매일: 2015년 5월 17일 - 레이블: 퓨얼드 바이 라멘 - 형태: CD, 디지털 다운로드, LP 레코드, 카세트 | 1         | 1         | 1         |
| Trench            | - 발매일: 2018년 10월 5일 - 레이블: 퓨얼드 바이 라멘 - 형태: CD, 디지털 다운로드, LP 레코드, 카세트 | 2         | 1         | 1         |
| Slaced and Icy    | |           |           |           |
| Clancy            | |           |           |           |

### EP
| 타이틀            | 세부 사항                                                                        | 차트 순위 |
| 타이틀            | 세부 사항                                                                        | US        |
| ----------------- | -------------------------------------------------------------------------------- | --------- |
| Three Songs EP    | - 발매일: 2012년 7월 17일 - 레이블: 퓨얼드 바이 라멘 - 형태: CD, 디지털 다운로드 | —         |
| Migraine          | - 발매일: 2013년 6월 14일 - 레이블: 퓨얼드 바이 라멘 - 형태: 디지털 다운로드     | —         |
| Holding On To You | - 발매일: 2013년 8월 16일 - 레이블: 퓨얼드 바이 라멘 - 형태: 디지털 다운로드     | —         |
| Quiet Is Viølent  | - 발매일: 2014년 8월 1일 - 레이블: 퓨얼드 바이 라멘 - 형태: CD, 디지털 다운로드  | —         |
| The LC LP         | - 발매일: 2015년 4월 18일 - 레이블: 퓨얼드 바이 라멘 - 형태: 12인치 레코드       | —         |

### 싱글
| 타이틀              | 연도 | 차트 순위 | 차트 순위 | 차트 순위 | 차트 순위       | 차트 순위 | 앨범             |
| 타이틀              | 연도 | US        | US Rock   | US Alt    | US Rock Airplay | JP        | 앨범             |
| ------------------- | ---- | --------- | --------- | --------- | --------------- | --------- | ---------------- |
| "Holding on to You" | 2012 | —         | 33        | 10        | 32              | —         | Vessel           |
| "Guns for Hands"    | 2013 | —         | —         | —         | —               | 21        | Vessel           |
| "Lovely"            | 2013 | —         | —         | —         | —               | 67        | Regional at Best |
| "House of Gold"     | 2013 | —         | 38        | 10        | 18              | —         | Vessel           |
| "Car Radio"         | 2014 | 115       | 20        | 38        | 42              | —         | Vessel           |
| "Fairly Local"      | 2015 | 84        | 8         | —         | —               | —         | BLURRYFACE       |
| "Tear in My Heart"  | 2015 | 82        | 6         | 2         | 2               | 68        | BLURRYFACE       |
| "Stressed Out"      | 2015 | 2         | 1         | 1         | 1               | —         | BLURRYFACE       |
| "Lane Boy"          | 2015 | —         | 28        | —         | 2               | —         | BLURRYFACE       |
| "Ride"              | 2015 | 58        | 3         | 1         | 2               | —         | BLURRYFACE       |